# ネツァリム回廊

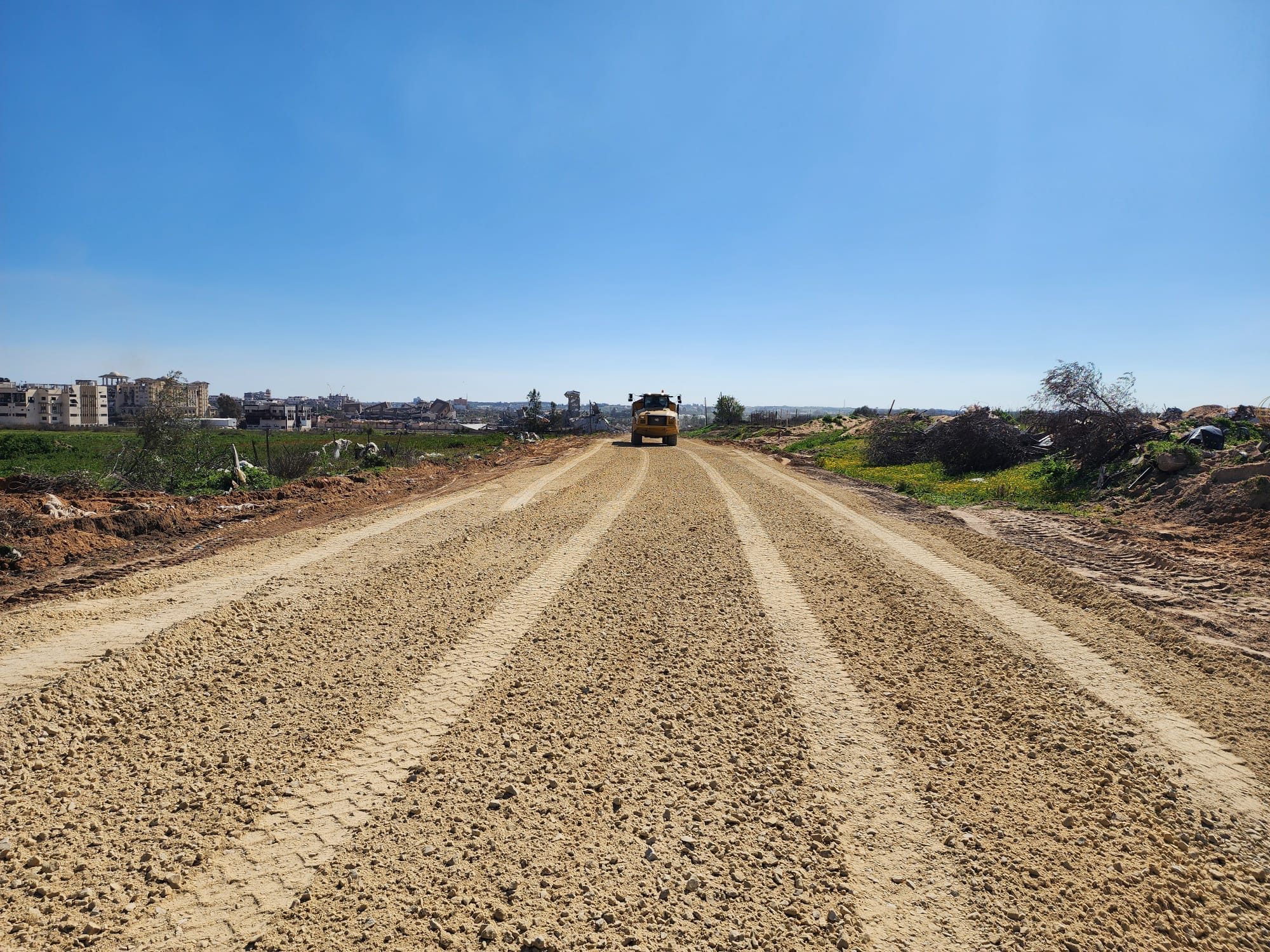
東部のガザ地区・イスラエル境界から西部の海に延びる、ネツァリム回廊。

ネツァリム回廊（ねつぁりむかいろう、ヘブライ語: מסדרון נצרים、英語: Netzarim Corridor）、パレスチナ国の飛び地であるガザ地区を南北に分断する形で、イスラエルが2023年に発生したパレスチナとの戦争中に建設した軍用道路とその両側にある。イスラエルとの境界から地中海沿岸まで約9キロメートルあり、東端はイスラエルのナハル・オズを起点とし、西端は地中海沿いを南北に通る幹線道路アッ＝ラシード通り。道の両側、幅5～6キロメートルの地帯にイスラエル国防軍（IDF）が兵舎など基地を建設している。
別名はルート749（ヘブライ語: כביש 749、英語: Route 749）若しくはハイウェイ749（Highway 749）やガザ横断道路（ヘブライ語: כביש חוצה עזה）とも呼ばれる。
ガザ地区の中心であるガザ市など北部と、中部・南部を分断する戦略的道路となっている。IDFはこのほかにも、ガザ地区最北端にあるジャバリア南部のガザ市との境界近く、ガザ地区南部のハンユニス北端にも同様な道路を建設しつつあり、ガザ地区を4つに分割する意図が指摘されている。

## 概要

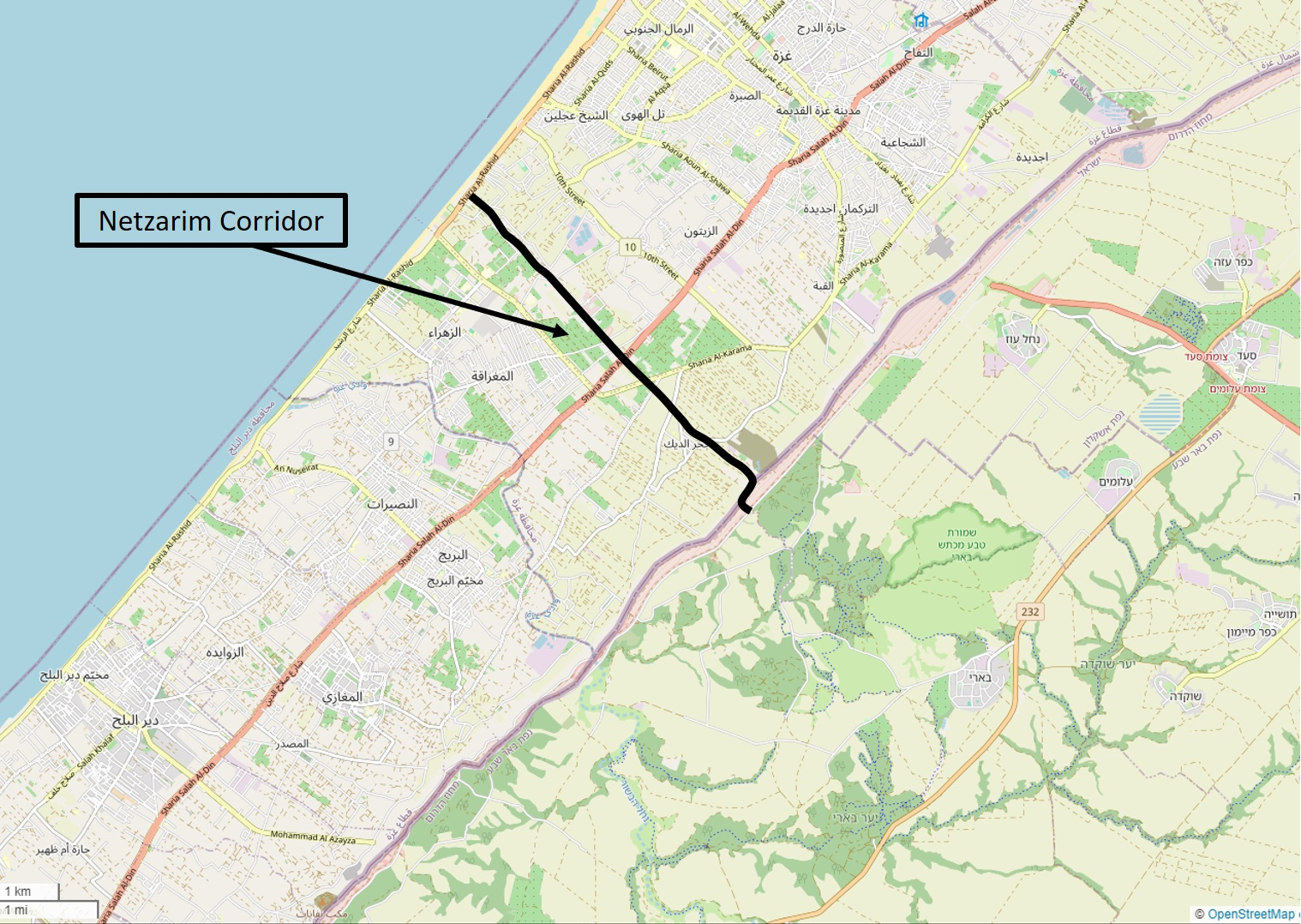
黒い線がネツァリム回廊（ルート749号）

日本の『読売新聞』による衛星画像分析では、2023年11月1日の画像からガザ地区北部に東西を横断する新たな道路の整備が始まっていることが判明しており、同月21日の画像ではところどころ蛇行しながら西側の地中海の海岸まで達していることが指摘された。また、戦闘一時休止中だったこの報道時点で、専門家はIDFが長期の戦闘を見込んでいることも指摘した。
2024年2月、イスラエルの右派テレビ局チャンネル14の記者が従軍取材をし、その道路を走行するIDF兵士に同行し、建設中のこの道路作戦のコード・ネームがハイウェイ749（ルート749）だと明かされた。同時に、第601"アサフ"戦闘工兵大隊指揮官のシモン・オラクビ大隊長（中佐に相当）は、記者に「我々はネツァリム回廊にいる」と述べ、回廊はガザ地区の北部地域と、中部・南部地域との間に設けられた「緩衝地帯」だとし、「この地域を保護し、敵のいる地域を襲撃し、南から北への人流を阻止し、非常に正確に制圧するため」だと説明した。その際、この「要塞化された」回廊には南北の往来に対する複数の検問所が設けられることや、ガザ地区の人々の往来は北から南への一方通行であること、そして東端の起点はガザ地区とイスラエルの境界より更に東のナハル・オズに位置することなどが示された。また、第601大隊は、ネツァリム回廊の防衛と保安の責任を負うナハル歩兵旅団の指揮下で任務を遂行しており、同回廊周辺の「緩衝地帯」の建築物は多量の地雷と爆薬で全て破壊され除去されることも明かされた。チャンネル14は、IDFが長期の戦闘を見込んでいると解説した。
CNNやスカイ・ニュースによる衛星画像分析によると、2024年3月6日の画像では、ガザ地区とイスラエルの境界から、地中海沿岸沿いを通るアッ＝ラシード通りまで至る全長約7キロメートルの回廊が完成していることを示していた。CNNは、「緩衝地帯」は道路を挟んで幅広く設けられており、かつ数多くの文民施設が存在していた事を指摘し、一例として、道路から380メートル離れたトルコ・パレスチナ友好病院がIDF兵士に破壊されている動画を放映した。この道路のうち約2キロメートルは2023年に発生したパレスチナ・イスラエル戦争以前から存在しており、IDFはこの道路を延長し、実質的に同地区を北部と中・南部の２地域に分割した。IDFはまた、装甲車によって破壊された部分を修復し、様々な種類の軍用車両用にそれぞれ対応した複数の車線を設けて補強した。
2024年4月7日、IDFは一個師団を残してガザ地区から撤収したと発表し、残されたナハル旅団はネツァリム回廊保護の目的で、同回廊沿いに配置された。IDFは、この回廊は、ガザ地区北部と中部で急襲作戦を実行し、パレスチナ人が北部に帰還するのを防ぎ、また人道支援組織が救援物資を直接北部地域に輸送するのを可能にすると主張した。一方で、パレスチナ人は、中・南部に退避した国内避難民の北部帰還を含む居住移転の自由が妨げられることや、イスラエルが2005年のガザ地区撤退前に行っていた占領政策であるパレスチナ人集落周辺に設けられた検問所や、ユダヤ人入植地を結ぶイスラエル人専用道路などを思い起こし、ガザの未来を懸念した。
2024年4月11日、IDFはネツァリム回廊から南に下り、ガザ地区中部のヌセイラット難民キャンプとブレイジ難民キャンプへ地上急襲作戦を行った。

## 五本の指計画
ネツァリム回廊の構想は、1970年代にアリエル・シャロンによって、ガザ地区のイスラエル支配と治安の安定を目的とした入植地建設を盛り込んだ「五本の指計画」内で提唱されていた。この計画では細長いガザ地区上へ横向きに片手を置いている様子に例えて同地区を東西へ横たわる「指」、すなわち入植者ブロックに分断するとし、ネツァリム回廊は北から2番目の「指」とされ、1972年にこの計画で最初の入植地、ネツァリムがこの回廊内に設立された。しかし2005年にイスラエルがガザ地区から撤退すると、この計画も放棄された。
入植運動と結び付きが強いテレビ局チャンネル７（イスラエル・ナショナル・ニュース）は、2023年にIDFがガザ地区を南北を切断した際、「5本の指計画」の治安コンセプトの復活だとし、ガザ地区での入植地建設再開に期待を寄せた。